# Mammillaria longiflora subsp. tepexicensis
Mammillaria longiflora subsp. tepexicensis ist eine Unterart der Pflanzenart Mammillaria longiflora aus der Gattung Mammillaria in der Familie der Kakteengewächse (Cactaceae). Das Artepitheton tepexicensis bedeutet ‚(Nahuátl tepexic) von der Klippe dem bevorzugten Lebensraum.

## Beschreibung
Mammillaria longiflora subsp. tepexicensis wächst einzeln. Die dunkelgrünen Triebe sind kugelig geformt und messen 2 bis 3 Zentimeter in Länge und Durchmesser. Die Warzen sind konisch geformt. Die Axillen sind nackt. Die 4 bis 5 Mitteldornen, gelegentlich bis zu acht, sind gehakt, nadelig, gelb mit rötlich brauner Spitze und 4 bis 6 Millimeter lang. Die 27 bis 30 Randdornen sind steif bis zum Teil biegsam, gerade bis leicht gebogen, weiß. Sie werden 5 bis 6 Millimeter lang.
Die hellrosa gefärbten Blüten haben einen mehr oder weniger starken rosapurpurnen Mittelstreifen. Sie sind bis zu 1,5 Zentimeter lang und bis zu 1,5 Zentimeter im Durchmesser groß. Die fest zwischen den Warzen eingequetschten Früchte sind dünnwandig beinahe papierartig trocken. Sie sind bräunlich und enthalten schwarze Samen.

## Verbreitung  und Systematik
Mammillaria longiflora subsp. tepexicensis ist im mexikanischen Bundesstaat Oaxaca verbreitet.
Die Erstbeschreibung als Mammillaria tepexicensis erfolgte 1991 durch Jorge Meyrán. Jonas M. Lüthy stellte die Art im Jahr 2000 als Unterart zur Art Mammillaria longiflora. Ein nomenklatorisches Synonym ist Krainzia tepexicensis (J.Meyrán) Doweld (2000).

## Nachweise